# La vídua jove
La vídua jove és el títol d'una faula de Jean de La Fontaine. La faula pretén criticar la inconsistència de la dona, un tòpic literari present a nombroses obres. La història de la vídua falsament desconsolada, que no espera gens per tornar-se a casar, apareix als escrits de Laurentius Abstemius.

## Argument
Una dona jove està plorant al llit on està morint-se el seu marit. El pare s'apropa per intentar consolar-la i li diu que té un candidat que voldrà casar-se amb ella per consolar-la i mantenir-la. Ella s'indigna i afirma que mai no s'unirà a un altre home. Poc després, el marit expira i ella s'asseca els ulls i pregunta al pare on és el seu nou espòs.

## Variants
N'existeix una variant una mica més melodràmatica, La vídua jove de Josep Puig i Pujades (1883-1949).